# Linus Lundqvist
Linus Hans Fredrik Lundqvist (Tyresö, 26 marzo 1999) è un pilota automobilistico svedese, vincitore del Campionato FIA di Formula 3 nordamericana nel 2020 e della Indy Lights nel 2022.

## Carriera

### F3 Britannica e Euroformula
Nel luglio 2017 dopo aver vinto la Formula STCC Nordic, Lundqvist fa il suo debutto nel campionato britannico di Formula 3, sempre con il team Double R. Disputa tre gare e raggiunge il settimo posto come migliore risultato. Nel febbraio 2018, Double R ha annunciato che Lundqvist avrebbe corso il campionato a tempo pieno. Nella seconda stagione conquista tre pole position e sette vittorie, nella gara di Silverstone rivendica il titolo. 
Nel 2019 passa al campionato Euroformula Open con il team britannico Double R, motorizzato Mercedes-Benz. Lo svedese conquista il suo primo podio sul circuito di Spielberg. All'Autodromo di Monza conquista la pole, ma in gara chiude quinto. Finisce il campionato in quinta posizione e secondo dietro a Liam Lawson nella classifica riservata agli esordienti. Lo stesso anno partecipa al Winter Series dell'Euroformula Open con il team spagnolo Campos, dove conquista una vittoria e chiude in testa al campionato.

### Road to Indy
Nel 2020 Lundqvist si trasferisce a correre in America nel campionato di Formula 3 nordamericana con il team Global Racing Group. Lo svedese vince quindici gare sulle diciassette gare effettuate chiudendo il campionato in prima posizione.
Come parte della vittoria del titolo di Formula 3 nordamericana, Lundqvist ha ricevuto una borsa di studio sostenuta da Honda per il campionato Indy Lights 2021.
A gennaio si iscrive al campionato ancora con il team Global Racing Group. Nella prima gara sul circuito di Birmingham conquista la pole e domina la gara stando in testa tutti i giri, mentre nella seconda gara finisce secondo dietro a David Malukas. Torna a vincere in gara 1 dell'Indianapolis Grand Prix dopo essere partito in pole, mentre in gara 2 deve accontentarsi del quinto posto. In entrambe le gare a Detroit arriva secondo dietro a Kyle Kirkwood e mantiene la leadership del campionato. Sul tracciato di Road America conquista un quarto e un quinto posto, che non gli bastano per tenere la testa della classifica; torna alla vittoria nell'ultima gara stagionale sul circuito di Mid-Ohio, finendo così terzo nella classifica finale vinta da Kyle Kirkwood.
Nel 2022 passa al team HMD Motorsports, per correre la sua seconda stagione nell'Indy Lights. Dopo un esordio al terzo posto, Lundqvist torna alla vittoria al Barber Motorsports Park. Nella prima parte della stagione ottiene altre tre vittorie, che lo lanciano così in testa al campionato. Lo svedese ottiene un'altra vittoria a Nashville, e grazie al sesto posto nella penultima gara stagionale a Laguna Seca Lundqvist si laurea campione davanti a Sting Ray Robb e Matthew Brabham.

### 24 Ore di Daytona e test in Formula E
Nel gennaio del 2022 viene ingaggiato dal team Alegra Motorsports per correre la 24 Ore di Daytona (classe GTD) insieme a Maximilian Götz, Daniel Morad e Michael de Quesada. Per Lundqvist è la seconda corsa a Daytona, la prima fu nel 2018, sempre nella classe GTD con il team Precision Performance Motorsports.
Con il team Andretti nel 2022 prende parte ai test Rookie della Formula E.

### IndyCar Series
Conclusa la Indy Lights al terzo posto, nell'ottobre del 2021 Lundqvist fa il suo debutto nei test dell'IndyCar sul circuito di Indianapolis con il team Andretti Autosport.  Nel 2023 dopo essere divenuto campione della Indy Lights diventa terzo pilota del team IndyCar Meyer Shank Racing. Per la gara di Nashville,  Lundqvist esordisce in IndyCar sostituendo l'infortunato Simon Pagenaud.
Per la stagione 2024 riesce a trovare un sedile a tempo pieno per il team Chip Ganassi Racing. Nella gara di Birmingham ottiene il primo podio nella serie arrivando terzo dietro Scott McLaughlin e Will Power. A Road America, invece, riesce ad ottenere la sua Pole position. Grazie a questi risultati, Lundqvist vince il premio di Rookie dell'anno. 

## Risultati

### Riassunto della carriera
| Stagione | Serie                           | Team                              | Gare | Vittorie | Pole | G.V | Podio | Punti | Pos. |
| -------- | ------------------------------- | --------------------------------- | ---- | -------- | ---- | --- | ----- | ----- | ---- |
| 2015     | Formula Renault 1.6 Nordic      | Team TIDÖ                         | 15   | 0        | 0    | 4   | 5     | 150   | 4°   |
| 2015     | Formula Renault 1.6 NEZ         | Team TIDÖ                         | 4    | 0        | 0    | 1   | 4     | 66    | 3°   |
| 2016     | Formula STCC Nordic             | LL Motorsport Junior Team         | 14   | 10       | 8    | 10  | 13    | 319   | 1°   |
| 2016     | Formula STCC Nordic             | LL Motorsport Junior Team         | 4    | 3        | 2    | 2   | 4     | 90    | 1°   |
| 2017     | F4 britannica                   | Double R Racing                   | 30   | 5        | 5    | 9   | 13    | 306.5 | 5°   |
| 2018     | F3 britannica                   | Double R Racing                   | 23   | 7        | 3    | 4   | 13    | 531   | 1°   |
| 2018     | 24 Ore di Daytona - GTD         | Precision Performance Motorsports | 1    | 0        | 0    | 0   | 0     | 13    | 18°  |
| 2018-19  | MRF Challenge                   | MRF Racing                        | 5    | 0        | 0    | 0   | 1     | 25    | 11°  |
| 2019     | Euroformula Open                | Double R Racing                   | 18   | 0        | 1    | 1   | 2     | 144   | 5°   |
| 2019     | Euroformula Open Winter Series  | Campos Racing                     | 2    | 1        | 0    | 0   | 1     | 37    | 1°   |
| 2020     | Formula 3 nordamericana         | Global Racing Group               | 17   | 15       | 6    | 14  | 16    | 401   | 1°   |
| 2021     | Indy Lights                     | Global Racing Group               | 20   | 3        | 3    | 2   | 11    | 449   | 3°   |
| 2022     | Indy Lights                     | HMD con Dale Coyne                | 14   | 5        | 7    | 3   | 7     | 575   | 1°   |
| 2022     | 24 Ore di Daytona - GTD         | Alegra Motorsports                | 1    | 0        | 0    | 0   | 0     | 135   | 20°  |
| 2023     | Porsche Carrera Cup Scandinavia | Porsche Experience Racing         | 4    | 0        | 0    | 0   | 2     | 58    | 13º  |
| 2023     | IndyCar                         | Meyer Shank Racing                | 3    | 0        | 0    | 2   | 0     | 35    | 31º  |

### Risultati nella Formula 4 britannica
(legenda) (Le gare in grassetto indicano la pole position) (Le gare in corsivo indicano Gpv)
| Anno | Team            | 1   | 2   | 3   | 4   | 5   | 6   | 7   | 8   | 9   | 10  | 11  | 12  | 13  | 14  | 15  | 16  | 17  | 18  | 19  | 20  | 21  | 22  | 23  | 24  | 25  | 26  | 27  | 28  | 29  | 30  | 31  | Punti | Pos. |
| ---- | --------------- | --- | --- | --- | --- | --- | --- | --- | --- | --- | --- | --- | --- | --- | --- | --- | --- | --- | --- | --- | --- | --- | --- | --- | --- | --- | --- | --- | --- | --- | --- | --- | ----- | ---- |
| 2017 | Double R Racing | BHI | BHI | BHI | DON | DON | DON | THR | THR | THR | OLT | OLT | OLT | CRO | CRO | CRO | SNE | SNE | SNE | KNO | KNO | KNO | KNO | ROC | ROC | ROC | SIL | SIL | SIL | BRH | BRH | BRH | 306.5 | 5º   |
| 2017 | Double R Racing | Rit | Rit | Rit | 2   | Rit | 1   | 5   | 2   | 4   | 3   | 5   | C   | 1   | 4   | 1   | 3   | 5   | 3   | 8   | Rit | Rit | 6   | 1   | Rit | 5   | 6   | 9   | 5   | 1   | 8   | 2   | 306.5 | 5º   |

### Risultati nella Formula 3 britannica
(legenda) (Le gare in grassetto indicano la pole position) (Le gare in corsivo indicano Gpv)
| Anno | Team            | 1   | 2   | 3   | 4   | 5   | 6   | 7   | 8   | 9   | 10  | 11  | 12  | 13  | 14  | 15  | 16  | 17  | 18  | 19  | 20  | 21  | 22  | 23  | 24  | Punti | Pos. |
| ---- | --------------- | --- | --- | --- | --- | --- | --- | --- | --- | --- | --- | --- | --- | --- | --- | --- | --- | --- | --- | --- | --- | --- | --- | --- | --- | ----- | ---- |
| 2018 | Double R Racing | OUL | OUL | OUL | ROC | ROC | ROC | SNE | SNE | SNE | SIL | SIL | SIL | SPA | SPA | SPA | BRH | BRH | BRH | DON | DON | DON | SIL | SIL | SIL | 531   | 1º   |
| 2018 | Double R Racing | 1   | 8   | 5   | 2   | 37  | 1   | 3   | 411 | 1   | 1   | 611 | 2   | 1   | 810 | 1   | 2   | 113 | 3   | 8   | Rit | 11  | 1   | 16  | C   | 531   | 1º   |

### Risultati Indy Lights
| Anno | Team                      | 1     | 2     | 3     | 4     | 5     | 6     | 7     | 8     | 9     | 10    | 11     | 12     | 13    | 14    | 15    | 16    | 17    | 18    | 19     | 20     | Punti | Pos. |
| ---- | ------------------------- | ----- | ----- | ----- | ----- | ----- | ----- | ----- | ----- | ----- | ----- | ------ | ------ | ----- | ----- | ----- | ----- | ----- | ----- | ------ | ------ | ----- | ---- |
| 2021 | Global Racing Group       | ALA 1 | ALA 2 | STP 9 | STP 3 | IMS 1 | IMS 5 | DET 2 | DET 2 | ROA 4 | ROA 5 | MOH1 4 | MOH1 4 | GAT 9 | GAT 4 | POR 3 | POR 3 | LAG 2 | LAG 3 | MOH2 6 | MOH2 1 | 449   | 3°   |
| 2022 | HMD con Dale Coyne Racing | STP 3 | ALA 1 | IMS 5 | IMS 1 | DET 1 | DET 1 | ROA 4 | MOH 3 | IOW 4 | NAS 1 | WOR 2  | POR 3  | LAG 6 | LAG 4 |       |       |       |       |        |        | 575   | 1°   |

### Risultati IndyCar Series
| Anno | Squadra             | Telaio       | Motore | 1      | 2      | 3     | 4      | 5       | 6      | 7      | 8      | 9      | 10     | 11     | 12     | 13     | 14     | 15     | 16     | 17    | Punti | Pos. |
| ---- | ------------------- | ------------ | ------ | ------ | ------ | ----- | ------ | ------- | ------ | ------ | ------ | ------ | ------ | ------ | ------ | ------ | ------ | ------ | ------ | ----- | ----- | ---- |
| 2023 | Meyer Shank Racing  | Dallara DW12 | Honda  | STP    | TXS    | LBH   | ALA    | IMS     | INDY   | DET    | ROA    | MDO    | TOR    | IOW    | IOW    | NSH 25 | IMS 12 | MAD 18 | POR    | LAG   | 35    | 31º  |
| 2024 | Chip Ganassi Racing | Dallara DW12 | Honda  | STP 21 | LBH 13 | ALA 3 | IMS 14 | INDY 28 | DET 22 | ROA 12 | LAG 17 | MDO 15 | IOW 21 | IOW 12 | TOR 13 | GAT 3  | POR 23 | MIL 6  | MIL 20 | NSH 8 | 279   | 16º  |